# Sam Oldham
Sam Oldham, född den 17 februari 1993 i Nottingham, Storbritannien, är en brittisk gymnast.
Han tog OS-brons i lagmångkampen i samband med de olympiska gymnastiktävlingarna 2012 i London.